# Ahnenerbe
La Forschungsgemeinschaft Deutsches Ahnenerbe e. V., meglio conosciuta semplicemente come Ahnenerbe (Eredità Ancestrale), fu un'associazione fondata da Heinrich Himmler, Herman Wirth (Presidente) e Walter Darré il 1º luglio 1935 e incorporata all'interno del Persönlicher Stab RfSS nel 1939. Il suo nome significa letteralmente "Società di Ricerca dell'Eredità Ancestrale". Fu originariamente votata alle ricerche riguardanti la storia antropologica e culturale della razza ariana.
Dopo una serie di contrasti con Darré e la svalutazione, da parte di Hitler, dell'operato di Wirth (i cui còmpiti furono resi sempre più marginali, tanto da costringerlo, nel dicembre 1938, a dimettersi dalla carica di presidente e abbandonare l'organizzazione), Himmler procedette nell'estate del 1937 a ristrutturare l'associazione, fissando il nuovo quartier generale a Berlino-Dahlem. Il Reichsführer-SS mantenne il controllo totale, con il titolo di Curatore generale; ma la gestione pratica venne affidata al dott. Walther Wüst, che dirigeva fin dal principio le attività di studi linguistici e culturali ario-indogermanici, all'SS-Standartenführer Bruno Galke, che era il tesoriere e all'SS-Standartenführer Wolfram Sievers in qualità di segretario amministrativo (dal 1935).
Con la riorganizzazione, Himmler stabilì anche i compiti che l'associazione avrebbe dovuto svolgere:
- compiere ricerche nel campo della storia antica, studiando i fatti da un punto di vista scientifico, in maniera oggettiva e senza falsificazioni;
- istituire in ciascun Oberabschnitt (regione) delle SS un centro di educazione e di cultura dedicati alla grandezza della Germania del passato. Il primo di questi centri venne fondato a Sachsenhain, presso Verden, con la ricostruzione di un villaggio sassone che doveva dimostrare ai tedeschi la ricchezza della loro cultura.

## Uniforme
Le uniformi degli ufficiali delle SS membri della Ahnenerbe, avevano, nella parte inferiore del braccio sinistro, una losanga con all'interno il simbolo dell'organizzazione.

## Le spedizioni dell'Ahnenerbe
Le SS-Ahnenerbe compirono dalla data della fondazione fino alla fine della guerra numerose spedizioni.
Di seguito alcune tra quelle più significative.

### Carelia
Nel 1935 Himmler contattò l'antropologo e scrittore finlandese Yrjö von Grönhagen (1911–2003), dopo aver letto un suo articolo riguardante il Kalevala su un giornale di Francoforte, il Frankfurter Volksblatt, per proporgli la guida di una spedizione diretta in Carelia con il compito di documentare le attività di maghi e streghe della zona. Tra i membri della spedizione si possono ricordare l'illustratore finlandese Forsell Ola, che si unì alla squadra poiché non vi era la certezza che i careliani avrebbero permesso lo scatto di fotografie, e il musicologo Fritz von Bose, che aveva il compito di registrare i canti magici con un Magnetophon.
La spedizione partì nel giugno del 1936. Il primo obiettivo era quello di Timo Lipitsä (1857–1950), un cantante di musica tradizionale che conosceva dei versi molto simili a quelle presenti nel Kalevala anche se, a suo dire, non aveva mai letto il libro. La ricerca e la documentazione di attività esoteriche ebbe un discreto successo, tra le altre cose la spedizione tedesca fotografò e registrò Hannes Vornanen mentre era intento a suonare il kantele, uno strumento tradizionale finlandese, sulle sponde del lago Tolvajärvi. Altro importante successo da questo punto di vista fu l'aver fotografato e ripreso Miron-Aku, una donna che i locali credevano essere una strega e indovina, mentre praticava un rituale per evocare gli spiriti degli antenati i quali avevano la capacità di predire alla donna eventi futuri.
La spedizione ha anche raccolto informazioni sulle saune finlandesi.

### Bohuslän
Il 9 febbraio 1936 dopo aver proiettato delle diapositive di un suo precedente viaggio nel Bohuslän, una regione della Svezia, Herman Wirth convinse Himmler a lanciare una spedizione nella regione, la prima ufficialmente finanziata dall'Ahnenerbe. Il Bohuslän è noto per l'enorme quantità di incisioni rupestri, che Wirth credeva far parte di un sistema di scrittura, il più antico mai creato dall'uomo. Himmler nominò Wolfram Sievers capo spedizione in quanto Wirth non veniva considerato affidabile dal punto di vista finanziario.
Il 4 agosto 1936 la spedizione partì per un viaggio di tre mesi radunandosi nell'isola tedesca di Rügen per poi raggiungere Backa, il più antico sito di arte rupestre registrato in Svezia. Nonostante la presenza di scene molto elaborate raffiguranti guerrieri, animali e persino navi; Wirth si focalizzò principalmente sulle incisioni più semplici, linee e cerchi, che credeva essere parte di un antico alfabeto preistorico.
Benché i suoi studi fossero basati in gran parte su convinzioni personali, piuttosto che su ricerche archeologiche oggettive, Wirth interpretò il significato di alcune immagini; per esempio un cerchio diviso in due da una linea verticale rappresentava un anno e un uomo in piedi con le braccia alzate rappresentava ciò che Wirth definì "il Figlio di Dio". La squadra scientifica ha fatto fare calchi di quelle che Wirth riteneva le incisioni più importanti e poi li ha spediti in Germania. Una volta terminato il loro lavoro con i petroglifi, la spedizione partì per un viaggio dai fini non chiari attraverso tutta la Svezia fino a raggiungere l'isola norvegese di Lauvøylandet.

### Italia

#### Provincia di Bolzano e Val Canale
Nel contesto delle opzioni in Alto Adige, l'Ahnenerbe organizzò dal 1939 al 1942 un gigantesco tentativo di registrare e documentare tutte le forme di cultura germanica in Alto Adige, al fine di trapiantarla, assieme alla popolazione germanofona, in altri territori del Terzo Reich. A tal fine vennero fotografati o disegnati masi e castelli, registrati i canti popolari, filmate le usanze tradizionali, censiti gli archivi ecc. La sede dell'organizzazione si trovava all'ex Hotel Bristol a Bolzano.

#### Val Camonica
Nel 1937 l'Ahnenerbe inviò in Val Camonica l'archeologo Franz Altheim e sua moglie, la fotografa Erika Trautmann, per studiare le incisione rupestri della valle. I due tornarono in Germania sostenendo di aver trovato tracce di rune nordiche incise sulla roccia le quali confermerebbero che gli originali fondatori dell'antica Roma fossero di razza ariana.

#### Calabria
L'Ahnenerbe si interessò alla città di Cosenza per via del suo legame con il condottiero visigoto Alarico che nella città calabrese morì e venne sepolto. Per qualche settimana i tedeschi cercarono di rintracciare la tomba nascosta del re barbaro, che la leggenda narra trovarsi alla confluenza dei fiumi Busento e Crati, insieme a tutti i suoi averi frutto del sacco di Roma del 410 d.C..

#### Sardegna
Durante gli anni '30 un reparto speciale dell'Ahnenerbe fece, durante un viaggio, delle ricerche in vari luoghi della Sardegna, come Olbia e Cagliari, ma non sappiamo con quali fini e con quali risultati.
Probabile per la civiltà nuragica.

### Balcani e Medio Oriente
Nel 1938 Franz Altheim e Erika Trautmann chiesero all'Ahnenerbe i finanziamenti necessari per una spedizione che dall'Europa centrale arrivasse fino in Medio Oriente alla ricerca dei resti di una guerra intestina all'Impero romano, che Altheim credeva combattuta tra i popoli nordici e quelli semiti. Hermann Göring, desideroso di dimostrare l'origine ariana dell'antica Roma, accettò di finanziare l'impresa.
Nell'agosto del 1938, dopo aver trascorso alcuni giorni di viaggio fra remote regioni della Romania alla ricerca di rovine dell'antico Regno dei Daci, i due raggiunsero la loro prima importante tappa: Bucarest, la capitale della Romania. Qui incontrarono Grigore Florescu, il direttore del Museo Civico, con il quale discussero sia di storia sia di politica, in particolare della Guardia di Ferro, un movimento fascista e antisemita romeno.
Dopo aver attraversato senza particolari problemi le città di Istanbul, Atene e Beirut Altheim e la sua spedizione, diretti verso Damasco, vennero fermati dalle forze francesi, all'epoca la Siria era una colonia francese, che impedirono loro l'accesso al paese. Allora il neonato Regno dell'Iraq, che da tempo progettava un'alleanza con la Germania, attraverso Fritz Grobba, un diplomatico tedesco, invitò la spedizione a Baghdad, organizzando per Altheim e per la Trautmann incontri con vari ricercatori e visite a siti archeologici persiani e partici, nonché alla stessa Babilonia.
Da Baghdad la spedizione si diresse verso nord ad Assur dove incontrò Sheikh Adjil el Yawar, leader della tribù beduina dei Shammar e comandante dei Camel Corps. Sheikh Adjil el Yawar discusse con i due di politica affermando la sua volontà di imitare Abd al- Aziz ibn Saud, da poco salito al potere in Arabia Saudita. Con il suo aiuto la spedizione tedesca raggiunse la sua ultima tappa, le rovine di Hatra, antica città che si trovava al confine tra Impero Romano e Impero Persiano.

### Cordillera Blanca
Hans Kinzl, del Geographisches Institut Heidelberg, fin dal 1932 fu a capo delle spedizioni alla Cordillera Blanca, effettuate la prima tra il 1932 e il 1936, insieme a P. Borchers, la seconda tra il 1938 e il 1939 e la terza tra il 1940 e il 1943.
La prima spedizione, che fu mista austro-tedesca, riuscirà a fotografare 10 punti del paesaggio; e tali foto permetteranno di cartografare con una certa precisione i luoghi oggetto dell'esplorazione.
Si riuscirà ad esplorare, a più riprese, con l'apporto principale del collega di Kinzl, Erwin Schneider, la Cordigliera Blanca, sita nel Huascarán National Park in Perù, e successivamente, nel 1942, si riuscirà ad esplorare anche la Cordillera Huayhuash.
Quest'ultima spedizione sarà composta dal solito Kinzl, da Erwin Schneider e da Ebster.
In quest'ultima fase, agli inizi degli anni quaranta del XX secolo, si riuscirà a tracciare numerose e accurate mappe in scala 1: 200.000; 1: 100.000 e 1: 50.000, usando la fotogrammetria terrestre.
Inoltre queste spedizioni includeranno anche osservazioni accurate e dettagliate di laghi e ghiacciai dell'intera regione.

### Norvegia - Svezia e Danimarca
Il viaggio di ricerca o Forschungreisen che interessò la Norvegia, la Svezia e la Danimarca ebbe il seguente percorso:
Berlino, Lund, Ostergötland, Stoccolma, Uppsala, Jönköping, Göteborg, Bohuslän, Oslo, Lillehammer, Bardal, Opdal, Copenaghen, Vejle, Randers, per poi far ritorno a Berlino.

### Finlandia
Il viaggio di ricerca o Forschungreisen di von Groenaghen che interessò la Finlandia ebbe il seguente percorso: Berlino, Helsinki, Hattula, Lahti, Mikkeli, Kuopio, Iisalmi, Nurmes, Koli, Ilomantli, Tolvaiarvi, Suojärvi, Salmi, Sortavala, Viipuri, per poi far ritorno a Berlino.

### Germania
Prima del 1938 l'Ahnenerbe confidava largamente sugli studi di antichi testi, pittografie rupestri e sul folklore. Così nel febbraio dello stesso anno, Heinrich Himmler trasferiva il Dipartimento Scavi delle SS nell'Ahnenerbe.
Heinrich Himmler aveva creato tale Dipartimento per sponsorizzare o dare le direttive per gli studi archeologici nei maggiori siti in Germania.
Lo scopo di tali scavi era di fare ricerche e di scoprire il passato degli antichi germani dai ritrovamenti degli antichi insediamenti delle tribù germaniche.
Il Dipartimento Scavi aveva finanziato già 18 scavi, tra cui spiccavano quello dell'antica fortezza di Altchristburg in Prussia e quello di Haithabu, un antico insediamento dei pirati vichinghi.
Gli uomini del Dipartimento Scavi analizzavano soprattutto antiche pietre, ossa e ceramiche.
Una particolare ricerca venne effettuata a Wasserburg, presso Federseemoor nel Baden-Württemberg, una regione del sud-ovest della Germania.
Questo luogo è considerato, ancora oggi, uno dei più importanti e preservati siti europei di insediamento tombale della tarda Età del Bronzo.
Il sito degli scavi aveva una dimensione di 150 x 120 metri, in pratica era un villaggio con case fatte di legno, circoscritto da una doppia palizzata; e il villaggio aveva avuto tre fasi di costruzione. Questo insediamento fu datato tra il 1200 e il 900 a.C.

### Belgio, Paesi Bassi, Francia e Regno Unito
Il viaggio di ricerca o Forschungreisen che interessò il Belgio, i Paesi Bassi, la Francia e il Regno Unito ebbe il seguente percorso:
Mauern, Leeuwarden, Groningen, Zutphen, Bruxelles, Parigi, Londra, Cambridge, Les Eyzes, Menton, per poi far ritorno a Mauern.

### Francia
Più di 22.000 prigionieri, provenienti da campi di concentramento nazisti, morirono in conseguenza di sadici esperimenti dove erano utilizzati come cavie umane, nell'unico campo di concentramento allestito in Francia, presso Natzweiler-Struthof. Gli esperimenti erano parte di programmi dell'Ahnenerbe, nel tentativo di dimostrare la superiorità della razza ariana.
Alla fine del 1937, il dr. Asien Bohmers,. un nazionalista frisone che faceva parte del Dipartimento Scavi delle SS-Ahnenerbe, prendeva parte ad alcuni scavi prima in Germania e poi, dopo l'inizio del 2º conflitto mondiale, nei Paesi Bassi, in Belgio e in Francia.
E all'Istituto di Paleontologia Umana di Parigi, Bohmers incontrava Abbé Henri Breuil, un esperto in arte rupestre.
Costui suggeriva a Bohmers di visitare la grotta di Trois-Frères, un luogo che era stato visitato solo da personale selezionato.
Anche grazie agli incitamenti dello stesso Heinrich Himmler, Bohmers avrà una particolare attenzione per il suddetto sito di Trois-Frères, dove antiche leggende folkloristiche locali raccontavano che proprio lì, da qualche parte, c'era un portale per il regno degli antichi morti, dove risiedevano gli antenati.
Bohmers, visiterà anche altri luoghi ritenuti interessanti:
- Font de Gaume, dove furono ritrovati pitture rupestri dei Cro-Magnon:
- Teyat;
- le grotte di La Mouthe presso Les Eyzies-de-Tayac-Sireuil;
- le caverne della Dordogna.

### Grecia
Il viaggio di ricerca o Forschungreisen che interessò la Grecia ebbe il seguente percorso:
Monaco, Atene, Tebe, Delfi, Eretria, Rhamnus, Thorikon, Agina, Corinto, Epidauros, Nauplia, Argo, Sparta, Megalopolis, Olimpia, Heraklion per poi far ritorno a Monaco.

## Le ricerche storiche
Ben presto tutti gli scavi archeologici tedeschi furono gestiti dall'Ahnenerbe, che iniziò a ricercare i resti di Enrico l'Uccellatore a Quedlinburg, e impiantò una serie di scavi nella foresta di Teutoburgo, dove nel 9 d.C. i Germani di Arminio sconfissero le legioni di Publio Quintilio Varo. In seguito venne istituito uno scavo nel sito vichingo di Haithbau nello Schleswig per riportare alla luce un vallo costruito nel IX secolo dal re Goffredo per difendere i Danesi dalle incursioni dei Franchi carolingi. Nel corso degli anni vennero organizzati scavi anche in Austria, Croazia, Cecoslovacchia, Grecia, Polonia, Serbia e nella Russia meridionale, e vennero finanziate spedizioni nel Medio Oriente e nel Tibet alla ricerca di antiche presenze nordiche.

## Serie di scavi (Ausgrabungen)
Le SS-Ahnenerbe effettuarono le seguenti principali serie di scavi a:
Alt-Christburg, Schneidemühl, Lebus, Haithabu, Exterstein, Kriemhildenstuhl, Urspring, Mauern, Pottenstein, Karnburg, Ravenna, Unter-Wisternik, Quedlinburg.

## La rivista «Germanien»
La società di ricerca di Himmler, a cominciare dall'anno della sua costituzione (1935), iniziò a muoversi e a prendere contatti nel campo dell'editoria. Nel suo decennio di attività, conclusosi nel '45, partecipò direttamente o indirettamente a diverse iniziative editoriali. Quelle di maggior rilievo e direttamente gestite erano la stampa e la diffusione di libri a opera della “Ahnenerbe Stiftung Verlag” (la casa editrice privata dell'Ahnenerbe fondata nel 1938) ed il controllo ed in seguito la pubblicazione diretta del mensile Germanien, che ne diverrà l’organo di divulgazione ufficiale fino all'estate del 1943.
Questo periodico illustrato divenne l'organo di divulgazione ufficiale della società Ahnenerbe durante gli anni del Terzo Reich; va comunque notato che la rivista esisteva già dal 1929, ma senza essere direttamente affiliata alle SS o al Partito Nazionalsocialista, e aveva solo una diffusione regionale. Al suo interno erano divulgati i risultati delle ricerche scientifiche, pubblicati contributi di lettori e collaboratori, emesse circolari associative e diffuse molte delle stravaganti teorie pseudoscientifiche sostenute dall'entourage di Heinrich Himmler. Spesso gli argomenti trattati erano di buon livello di ricerca per gli standard dell’epoca, ma è anche vero che vi si mescolavano molta propaganda politica e concezioni di supremazia razziale.
Una delle rubriche o filoni di articoli più interessanti (a livello di dato storico) che furono pubblicati riguardavano i reportage degli scavi archeologici messi in atto dall'Ahnenerbe assieme alle SS.
Nel 2019 è stato pubblicato in Italia dalla Ugo Mursia Editore il libro La rivista «Germanien» organo ufficiale dell'Ahnenerbe 1935-1943, di Federico Filiè. Il testo, frutto di una tesi di laurea dell’autore, affronta per la prima volta (almeno in Italia) l’analisi complessiva ed esclusiva delle tematiche e dei contenuti pubblicati sulla rivista.

## Altri ambiti di ricerca
Dal 1939, in collaborazione con il Sicherheitsdienst, l'associazione iniziò ad occuparsi di ulteriori problemi, tra cui: astronomia, controllo climatico, estrazione del petrolio dal carbone, rimedi occulti e ricavati dalle erbe. La Ahnenerbe si ampliò in tal modo fino ad includere più di 70 dipartimenti, denominati Wissenschaftliche Abteilungen der Amt 'A', con la collaborazione dei più noti docenti universitari. Tra i suddetti dipartimenti, da sottolineare la presenza della Società Tedesca per gli Studi Celtici.
Inoltre, dopo la campagna di Polonia, alcuni membri dell'Ahnenerbe, guidati da Peter Paulsen, si occuparono di saccheggiare le rarità artistiche del paese, oltre a oggetti da collegare alla ricerca sulla razza ariana. Tra i manufatti rubati, si cita l'altare di Veit Stoss a Varsavia.

## Gli esperimenti medici
Uno degli ambiti in cui gli uomini della Ahnenerbe vennero impegnati fu quello degli esperimenti «medici» e «scientifici», utilizzando in prevalenza internati rinchiusi nei campi di concentramento.
Una delle figure più controverse in tale ambito fu l'SS-Sturmbannführer Dr. August Hirt, docente di anatomia all'Università del Reich di Strasburgo (da non confondere con l'Università di Strasburgo), che iniziò a raccogliere ad Auschwitz migliaia di crani umani allo scopo di compiere misure antropometriche e di confrontarle. In seguito visitò anche vari campi di battaglia nei quali erano impiegati i volontari stranieri della Wehrmacht, per studiare le prestazioni e il comportamento dei combattenti in relazione alla razza.
Altri medici della Ahnenerbe si occuparono di esaminare e confrontare le parti del corpo di persone di etnie differenti, mentre all'SS-Sturmbannführer Dr. Ernst Schäfer fu affidato l'incarico di produrre nelle steppe della Russia, in condizioni di freddo estremo, uno speciale foraggio per cavalli che potesse essere impiegato per scopi militari.
Allo Schloss Mittersill, l'Ahnenerbe vi situò 86 scheletri di uomini, donne e bambini, tutti ebrei, su cui avevano già condotto atroci esperimenti.
Presso il castello di Mittersill era situato un Istituto di ricerca SS che aveva a propria disposizione ben 15 donne prigioniere.

## Le armi segrete
Il settore principale della ricerca scientifica durante la seconda guerra mondiale fu però quello delle armi segrete, che finì sotto l'autorità dell'Ahnenerbe nel 1944. Fino alla metà di quell'anno i programmi per lo sviluppo dei missili V1 e dei missili V2 a Peenemünde erano stati diretti dall''SS-Sturmbannführer prof. Wernher von Braun, che comunque lavorava per la Wehrmacht.
Dopo l'attentato a Hitler, Himmler, in qualità di nuovo ministro degli interni della Germania, affidò all'SS-Gruppenführer dr. Hans Kammler i programmi di sviluppo delle Wunderwaffe che impegnarono completamente le migliori intelligenze della Ahnenerbe per il resto della guerra.

## Organizzazione
Dall'Ahnenerbe dipendeva un vasto numero di istituti ed enti di ricerca che coprivano un'ampia gamma di materie, da quelle più propriamente scientifiche (indirizzate tuttavia principalmente ad una reinterpretazione "germanica" della scienza, epurata dalle influenze "ebraiche") e quelle culturali e linguistiche  (rivolte principalmente all'area indogermanica), per comprendere anche ambiti puramente pseudo-scientifici.
- Alte Geschichte (Storia antica)
- Angewandte Geologie (Geologia applicata)
- Astronomie (Astronomia)
- Biologie (Biologia)
- Botanik (Botanica)
- Darstellende und Angewandte Naturkunde (Storia naturale descrittiva ed applicata)
- Deutsche Volksforschung und Volkskunde (Ricerca etnica e tradizioni popolari tedesche)
- Entomologie (Entomologia)
- Externsteine Stiftung (Fondazione Extersteine)
- Forschungsstätte für Innerasien und Expeditionen (Istituto di ricerca per l'Asia centrale e le spedizioni)
- Geologische Zeitmessung (Geocronologia)
- Geophysik (Geofisica)
- Germanisch-deutsche Volkskunde (Tradizioni popolari germanico-tedesche)
- Germanische Kulturwissenschaft und Landschaftskunde (Scienza e retroterra culturale germanico)
- Germanische Sprachwissenschaft und Landschaftskunde (Scienza e retroterra linguistico germanico)
- Germanisches Bauwesen (Architettura germanica)
- Gesamte Naturwissenschaft (Scienze naturali generali)
- Griechische Philologie (Filologia greca)
- Hausmarken und Sippenzeichen (Stemmi di casate e marchi tribali)
- Sved Heidin Institut für Innerasien Forschung (Istituto Sven Heiden per la ricerca sull'Asia centrale)
- Indogermanisch-arische Sprach- und Kulturwissenschaft (Scienza della lingua e della cultura indogermanico-ariana)
- Indogermanisch-deutsche Musik (Musica indogermanico-tedesca)
- Indogermanische Glaubengeschichte (Storia della religione indogermanica)
- Indogermanische Rechtgeschichte (Storia della giurisprudenza indogermanica)
- Indogermanisch-Finnische Kulturbeziehungen (Relazioni culturali indogermanico-finniche)
- Indogermanisch-Germanische Sprach- und Kulturwissenschaft (Scienza linguistica e culturale indogermanica e germanica)
- Karst- und Höhlenkunde (Speleologia)
- Keltische Volksforschung (Ricerca etnica celtica)
- Kernphysik (Fisica nucleare)
- Klassiske Altertumswissenschaft (Scienza dell'antichità classica)
- Klassische Archäologie (Archeologia classica)
- Lateinische Philologie (Filologia latina)
- Mittellateinische Philologie (Filosofia latino-medioevale)
- Naturwissenchaftliche Vorgeschichte (Storia naturale preistorica)
- Nordwestafrikanische Kulturwissenschaft (Scienza della cultura africana nord-occidentale)
- Orientalische Indologie (Indologia orientale)
- Ortung und Landschaftssinnbilder (Localizzazione e retroterra dei simboli)
- Ostasien-Institut (Istituto dell'Asia orientale)
- Osteologie (Osteologia)
- Pferdezucht (Allevamento equino)
- Planzgenetik (Genetica delle piante)
- Philosophie (Filosofia)
- Runen-, Schrift- und Sinnbildkunde (Rune, scritture e simboli)
- Tiergeographie und Tiergeschichte (Geografia animale e storia animale)
- Uberprüfung der sogenannten Geheimwissenschaften (Catalogazione delle cosiddette scienze occulte)
- Urgeschichte (Preistoria)
- Volkserzählung, Märchen- und Sagenkunde (Cultura popolare, fiabe e leggende)
- Volksmedizin (Medicina popolare)
- Vorderer Orient Institut (Istituto mediorientale)
- Wehrwissenschaftliche Zweckforschung Institut (Istituto di ricerca applicata sulla scienza militare)
- Wurtenforschung Institut (Istituto di ricerca sui tumuli sepolcrali)